# Miagrammopes constrictus
Miagrammopes constrictus är en spindelart som beskrevs av William Frederick Purcell 1904. Miagrammopes constrictus ingår i släktet Miagrammopes och familjen krusnätsspindlar. Inga underarter finns listade i Catalogue of Life.